# Dulduityn Rawdschaa

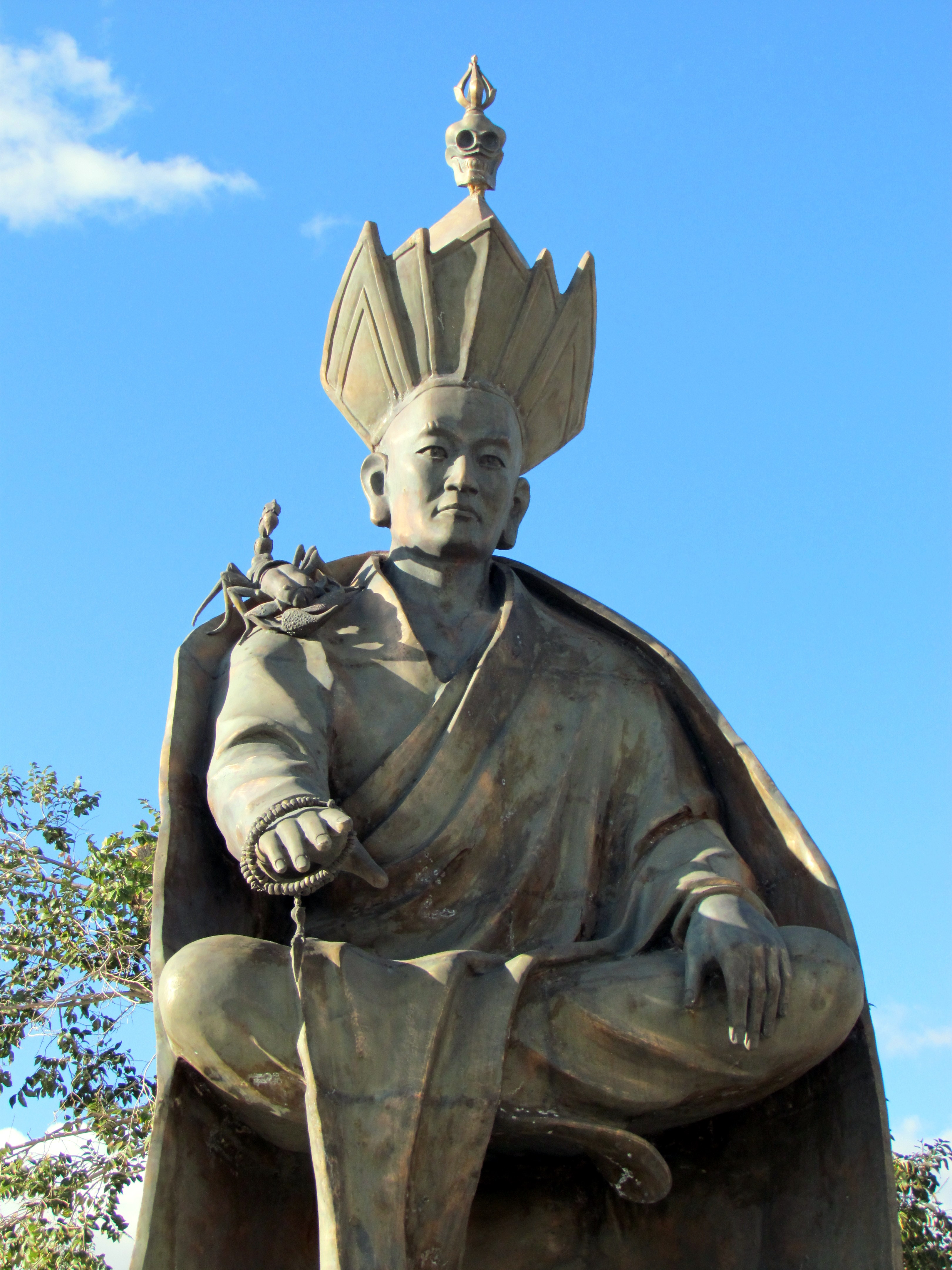
Statue im Danzanrawdschaa Museum, Sainshand

Dulduityn Rawdschaa (mongolisch Дулдуйтын Равжаа; auch: Danzanrawdschaa, Данзанравжаа; * 1803; † Januar 1856) war ein mongolischer Schriftsteller und gilt als ein Nationaldichter der Mongolen.

## Leben
Rawdschaa wurde als Sohn eines verarmten und bettelnden Viehhüters geboren. Er verlor früh seine Mutter, so dass ihn sein Vater anfangs allein erziehen musste. Mit sechs Jahren gab er den Jungen als Novize in ein Kloster, wo er sich bald durch schnelle Auffassungsgabe und vielseitige Begabungen auszeichnete. 
Als Rotmützenlama gehörte er dem älteren, unreformierten Lamaismus an, der in der Mongolei nicht sehr verbreitet war. Weniger lebensfremd als die neuere Schule des Lamaismus, war er nicht an den Zölibat gebunden. Trotz mancher Beschränkungen führte Rawdschaa ein recht weltliches Leben, was ihm nicht nur Freunde im Klerus und den Beinamen „Trinker der Gobi“ einbrachte. 
Als Halbwüchsiger erhielt er die hohe geistliche Würde als Wiedergeborener und den Titel eines 5. Nojon Chutagt der Gobi. Neben einer gründlichen theologischen Ausbildung erwarb er sich ausgezeichnete Kenntnisse der indischen und tibetischen Poetik sowie der mongolischen Literatur. Der unstete Rawdschaa, kein weltfremder Geistlicher und Poet, bereiste fast die gesamte Mongolei. Er gründete und besuchte zahlreiche Klöster, um dort zu lehren.

## Werk
Was Rawdschaas umfangreiches dichterisches Werk, das er teilweise in tibetischer Sprache verfasste, gegenüber dem seiner Vorgänger auszeichnet, ist einerseits die Nähe zum Volkstümlichen, besonders in seinen Liedern, die schnelle Verbreitung fanden und bis heute populär sind, andererseits der säkulare, oft recht persönliche Ton in vielen seiner Lehrgedichte (Surgaal), in denen er den starren didaktischen Zug der religiösen Dichtung überwand (u. a. Der Papiervogel). Besonders mit seiner Liebes- und der von tiefer Heimatliebe geprägten Naturpoesie wurde er zum ersten herausragenden Lyriker der mongolischen Literatur.

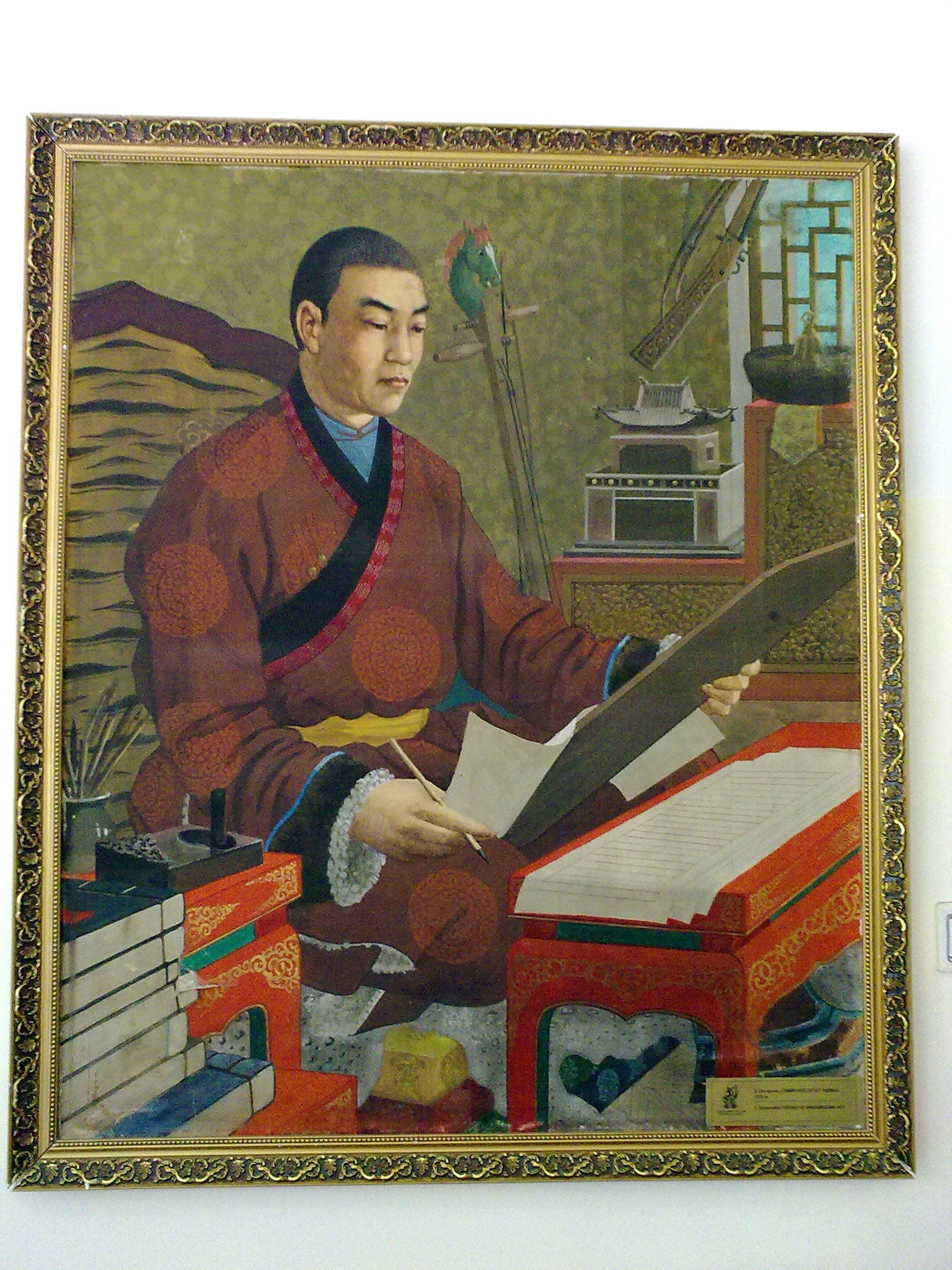
Bild im Danzanrawdschaa Museum, Sainshand

Lebend in einer Zeit noch gefestigter sozialer und religiöser Strukturen, richtete sich seine mitunter anklagende Kritik nicht gegen die Grundpfeiler des Feudalsystems, sondern gegen die „schlechten Eigenschaften“ des Menschen, wobei er Angehörige des weltlichen und geistlichen Adels und auch sich selbst mit einbezog (u. a. „Schande, Schande“, Auszug dt. 1972). Seine Lehrgedichte erreichen philosophische Tiefe und haben oft einen resignativen Grundton (u. a. „Der Lauf der Frau Welt“, Auszug dt. 1972).
Rawdschaa kann als Aufklärer unter den Bedingungen des mongolischen Nomadenfeudalismus bezeichnet werden. Er propagierte humanistische Werte wie Toleranz und Respekt vor den nationalen Traditionen. Um die Bildung zu fördern, eröffnete er unter dem Namen „Tempel der Kinder“ eine Schule für Jungen und Mädchen, was es bis dahin in der Mongolei nicht gegeben hatte. Dort erhielten sie eine umfassende praktische Ausbildung. Auf seinen Reisen verteilte Rawdschaa Spenden und Medizin, untersuchte Patienten und trat bei Festspielen auf.

## Nachwirkung
Rawdschaa besaß eine einzigartige Sammlung von Handschriften und Reliquien, die er auf Ausstellungen zeigte und die heute teilweise im nach 1990 wiedererrichteten Hauptkloster Rawdschaas im Ostgobi-Aimag des Staates Mongolei zu besichtigen sind.
Nicht nur der hohe Stand mündlicher und schriftlicher Überlieferung spricht für die rasche Verbreitung seiner weltlichen Dichtungen und besonders der Lieder im einfachen Volk. Auch zahlreiche Anekdoten rankten sich um die Persönlichkeit des Geistlichen und sein ungewöhnliches Leben.
Erst 1962 konnte eine Ausgabe von Rawdschaas Werken durch Tsendiin Damdinsüren herausgegeben werden. Er und sein Team waren es auch, die das erste mongolische Theaterstück, Rawdschaas „Geschichte des Mondkuckucks“ (1832), wiederentdeckten. Fußend auf dem Stoff einer alten indischen Legende, schuf Rawdschaa das Singspiel vom Mondkuckuck, zu dem er auch die Musik schrieb und das er selbst aufführen ließ. Mit diesem Stück war ein erster Schritt auf dem Weg zu einem Nationaltheater getan, was seine Fortsetzung allerdings erst hundert Jahre später fand.
Heute gilt Rawdschaa, als Klassiker und neben Daschdordschiin Natsagdordsch als Nationaldichter der Mongolen.
Rawdschaa ist seit dem Jahr 2025 Namenspatron für Ravjaa, ein früher Vertreter der Höheren Säugetiere , welcher in der Bayanshiree-Formation in der südöstlichen Mongolei nachgewiesen wurde und während der Oberkreide vor rund 90 Millionen Jahren lebte.

## Übersetzungen
- in: Walther Heissig, Geschichte der mongolischen Literatur, Bd. 1 / 19. Jahrhundert bis zum Beginn des 20. Jahrhunderts, Wiesbaden 1972
- in: Klaus Oehmichen, Mongolische Lyrik, Mongolische Notizen, Heft 18/2009
- in: Es wandern die Zeiten unter dem Ewigen Himmel. Eine Perlenkette mongolischer Dichtung, Leipzig 2014